# Holly Marie Combs
Holly Marie Combs (ur. 3 grudnia 1973 w San Diego, Kalifornia, USA) – amerykańska aktorka.

## Życiorys
Kiedy Combs miała 11 lat, przeprowadziła się razem z matką do Nowego Jorku. Tam uczyła się aktorstwa w Professional Children's School. Zaczęła karierę od występów w reklamach telewizyjnych. W 1985 roku zagrała w swoim pierwszym filmie Wall of Glass, w którym występowała także jej matka. Rok później Combs zagrała małą rolę w filmie Sweet Hearts Dance u boku Dona Johnsona i Susan Sarandon. W 1989 roku zagrała rolę w filmie Olivera Stone’a Urodzony 4 lipca i wystąpiła w mydlanych operach: Guiding Light i As the World Turns. W tym okresie wystąpiła także w filmie Nowojorskie opowieści i zagrała w pilocie serialu Rockenwagner stacji CBS. Wielki przełom w karierze Combs nastąpił kiedy otrzymała rolę Kimberly Brock w serialu Gdzie diabeł mówi dobranoc. Serial ten zdobył 14 nagród Emmy i stacja CBS kręciła go przez 4 lata. Wielu krytyków wypowiadało się z uznaniem o grze Combs w tym serialu. Oprócz sławy serial ten przyniósł jeszcze jedną zmianę w życiu Holly. Zaczęła używać obu imion Holly Marie, a nie jak do tej pory tylko Holly. Spowodowane to było tym, że w serialu Picket Fences występowała także Lauren Holly. Gra w serialu Picket Fences nie była jedynym zajęciem Combs. W tym okresie występowała także w wielu sztukach i filmach telewizyjnych. Zagrała m.in. córkę mordercy Diane Zamora w filmie opartym na faktach pt. Love's Deadly Triangle: The Texas Cadet Murder. W 1998 roku Combs otrzymała rolę Piper w serialu Aarona Spellinga Czarodziejki. W roku 2010 weszła do obsady serialu Słodkie kłamstewka.

## Życie prywatne
Gdy Combs miała 20 lat (po ośmiu dniach znajomości), poślubiła aktora Bryana Travisa Smitha. Małżeństwo przetrwało 3 lata. Jej drugim mężem był David W. Donoho. Para pobrała się w 2004 roku. Combs nieoficjalnie używa nazwiska Combs - Donoho. Mają trzech synów: Finleya Arthura (ur. 2004) Rileya Edwarda (ur. 2006) i Kelleya Jamesa (ur. 2009). Rozstali się w 2011 roku, po 8 latach małżeństwa. W 2019 poślubiła Mike'a Ryana.

## Filmografia

### Filmy
- 1985: Wall of Glass jako dziewczyna we wspomnieniach
- 1988: Sweet Hearts Dance jako Debs Boon
- 1989: Nowojorskie opowieści (New York Stories) jako uczestniczka przyjęcia kostiumowego (nowela „Życie bez Zoe”)
- 1989: Urodzony 4 lipca (Born on the Fourth of July) jako Jenny
- 1992: Prości faceci (Simple Men) jako Kim
- 1992: Chain of Desire jako Diane
- 1992: Dr Chichot (Dr. Giggles) jako Jennifer Campbell
- 1994: Zupełnie obcy człowiek (A Perfect Stranger) jako Amanda
- 1995: Zdradzone lata (A Reason to Believe) jako Sharon
- 1996: Grzech milczenia (Sins of Silence) jako Sophia DiMatteo
- 1997: Zabójca naszej matki (Daughters) jako Alex Morrell
- 1997: Love's Deadly Triangle: The Texas Cadet Murder jako Diane Zamora
- 2001: Ocean’s Eleven: Ryzykowna gra (Ocean’s Eleven) jako Holly
- 2003: Chłopak pilnie poszukiwany (See Jane Date) jako Natasha Nutley
- 2007: Słaby punkt (Point of Entry) jako Kathy Alden
- 2009: Mistresses jako Janey

### Seriale
- 1992–1996: Gdzie diabeł mówi dobranoc (Picket Fences) jako Kimberly Brock
- 1998–2006: Czarodziejki (Charmed) jako Piper Halliwell
- 2010-2017: Słodkie kłamstewka jako Ella Montgomery